# Anja Seibert-Fohr
Anja Seibert-Fohr (* 3. April 1969 in Gießen) ist eine deutsche Juristin und Hochschullehrerin der Ruprecht-Karls-Universität Heidelberg. Seit Januar 2020 ist sie Richterin am Europäischen Gerichtshof für Menschenrechte.

## Leben
Anja Seibert-Fohr studierte als Stipendiatin der Studienstiftung des deutschen Volkes an den Universitäten Bonn, Gießen und Heidelberg. Während des Studiums besuchte sie am Internationalen Institut für Menschenrechte in Straßburg einen Kurs. Nach dem anschließenden Rechtsreferendariat absolvierte Seibert-Fohr ab 1997 ein durch den DAAD gefördertes LL.M. Studium an der George Washington Law School in den USA. Dort wurde sie 2004 auch mit einer von Thomas Buergenthal betreuten Dissertation zum Thema „Prosecuting Serious Human Rights Violations“ promoviert. Ihre Habilitation erfolgte 2012 an der Ruprecht-Karls-Universität Heidelberg mit einer bisher unveröffentlichten Arbeit zum Thema „Verfassungsrichter: Ihre Funktion und Legitimation in der rechtsstaatlichen Demokratie“.
Bis 2013 war Seibert-Fohr als wissenschaftliche Mitarbeiterin am Max-Planck-Institut für ausländisches öffentliches Recht und Völkerrecht in Heidelberg tätig, seit 2008 als Forschungsgruppenleiterin.
2013 übernahm Seibert-Fohr den Lehrstuhl für Öffentliches Recht, Völkerrecht und Menschenrechte an der Georg-August-Universität Göttingen. 2016 wechselte sie an die Juristische Fakultät der Universität Heidelberg an das Institut für Staatsrecht, Verfassungslehre und Rechtsphilosophie und ist dort Inhaberin des Lehrstuhls für Öffentliches Recht, Völkerrecht und Menschenrechte (Hengstberger Professur für Grund- und Zukunftsfragen des Rechtsstaates).
Von 2013 bis 2017 war Seibert-Fohr Mitglied des UN-Menschenrechtsausschusses. Zeitweise war sie auch dessen Vizepräsidentin. Im Januar 2020 trat sie die Nachfolge von Angelika Nußberger als deutsche Richterin am EGMR an.
Anja Seibert-Fohr ist Mutter von drei Kindern.

## Schriften
Das Schriftenverzeichnis von Anja Seibert-Fohr umfasst etwa 80 veröffentlichte Beiträge.